# Циммерман, Эгон
Э́гон Ци́ммерман (нем. Egon Zimmermann; 8 февраля 1939, Лех — 23 августа 2019, там же) — австрийский горнолыжник, выступавший в слаломе, гигантском слаломе и скоростном спуске. Представлял сборную Австрии по горнолыжному спорту на всём протяжении 1960-х годов, чемпион зимних Олимпийских игр в Инсбруке, чемпион мира, победитель австрийского национального первенства.

## Биография
Эгон Циммерман родился 8 февраля 1939 года в коммуне Лех земли Форарльберг, Австрия. Проходил подготовку в спортивном клубе «Арльберг», расположенном в горнолыжном курорте Санкт-Кристоф.
Впервые заявил о себе в 1959 году, став чемпионом Австрии среди юниоров сразу во всех мужских горнолыжных дисциплинах: скоростном спуске, слаломе, гигантском слаломе и комбинации.
Первого серьёзного успеха на взрослом международном уровне добился в сезоне 1962 года, когда вошёл в основной состав австрийской национальной сборной и побывал на чемпионате мира в Шамони, откуда привёз награды золотого и бронзового достоинства, выигранные в гигантском слаломе и скоростном спуске соответственно. Был назван лучшим лыжником года по версии европейских журналистов.
Благодаря череде удачных выступлений удостоился права защищать честь страны на домашних зимних Олимпийских играх 1964 года в Инсбруке. В программе гигантского слалома финишировать не смог и не показал никакого результата, тогда как в скоростном спуске обошёл всех своих соперников, завоевав тем самым золотую олимпийскую медаль. Поскольку здесь также разыгрывалось мировое первенство, дополнительно получил золото в зачёте чемпионата мира. В этот момент к нему пришла большая известность, в частности фотография австрийца была помещена на обложке популярного американского журнала Sports Illustrated.
После инсбрукской Олимпиады Циммерман остался в главной горнолыжной команде Австрии и продолжил принимать участие в крупнейших международных соревнованиях. Так, в 1966 году он выиграл австрийское национальное первенство в скоростном спуске и выступил на мировом первенстве в Портильо, где финишировал в той же дисциплине двенадцатым.
С появлением в 1967 году Кубка мира по горнолыжному спорту сразу же стал активным его участником, в частности в течение двух сезонов на различных этапах четырежды сумел попасть в десятку сильнейших. Наивысшая позиция в общем зачёте скоростного спуска — девятое место.
Находясь в числе лидеров австрийской национальной сборной, Эгон Циммерман благополучно прошёл отбор на Олимпийские игры 1968 года в Гренобле — на сей раз показал в программе скоростного спуска тринадцатый результат. Вскоре по окончании этих соревнований принял решение завершить спортивную карьеру.
Впоследствии занимался гостиничным бизнесом, управлял отелем в своей родной коммуне Лех. В поздние годы страдал от рассеянного склероза.
В 1996 году награждён почётным знаком «За заслуги перед Австрийской Республикой»
Скончался в своём родном селении в ночь на 23 августа 2019 года.